# Can Cuiàs (Montcada)
|  | Per a altres significats, vegeu «estació de Can Cuiàs». |

Can Cuiàs és un barri del municipi de Montcada i Reixac al Vallès occidental, Catalunya. Es troba just al costat de la Ciutat Meridiana de Barcelona.
Aquest barri rep el nom d'uns terrenys propietat de la família Cuyàs, actualment amb l'ortografia normalitzada com Cuiàs. Cuiàs deriva del llatí collacteus que significa germà de llet (és a dir, amb la mateixa dida).
Consta documentalment que l'any 1641 un membre de la família, Josep Cuyàs va ser-hi trobat mort per un tret.
Els primers habitants del barri hi van arribar a la meitat de la dècada de 1970. A finals del segle XX es va completar la urbanització d'aquesta zona i en menys de dos anys s'hi van construir 700 pisos nous totalitzant un total de 4.000 habitants.
L'any 2003 hi va arribar la línia 11 del metro lleuger que va enllaçar aquest barri de Montcada i Reixac amb Barcelona. A l'any 2012 van fer un centre comercial que compta amb diversos establiments com ara Caprabo o Mercadona.